# مملكة إغريقية بخترية
المملكة الإغريقية البخترية كانت (مع المملكة الهندية الإغريقية EN) أقصى امتداد العالم الهلنستي في الشرق، وقد شملت باختريا وصغديانا وآسيا الوسطى من عام 250 وحتى عام 125 ق.م. كما أسس توسع المملكة الإغريقية البخترية إلى شمال الهند من عام 180 ق.م. المملكة الهندية الإغريقية، بقيت قائمة إلى عام 10 ميلادي تقريباً.

## الاستقلال (نحو عام 250 قبل الميلاد)
أسس ديودوتس، ساتراب باختريا (وربما الأقاليم المجاورة)، المملكة الإغريقية البخترية عندما انفصل عن الإمبراطورية السلوقية نحو عام 250 قبل الميلاد وأصبح ديودوتس الأول ملك باختريا. تتناقض المصادر القديمة المحفوظة إلى حد ما، ولم يحدَّد التاريخ الدقيق لاستقلال باختريا. بشكل مبسّط نوعًا ما، هناك تأريخ طويل (تقريبًا 255 قبل الميلاد) وتأريخ قصير (تقريبًا 246 قبل الميلاد) لانفصال ديودوتس. يتميز التأريخ الطويل بتفسير سبب إصدار الملك السلوقي أنطيوخوس الثاني عددًا قليلًا جدًا من العملات المعدنية في باختريا، إذ أصبح ديودوتس مستقلًا هناك في وقت مبكر من عهد أنطيوخوس. من ناحية أخرى، يتميز التأريخ القصير، من منتصف أربعينيات القرن الثالث قبل الميلاد، بربط انفصال ديودوتس الأول بالحرب السورية الثالثة، وهي صراع كارثي حلّ بالإمبراطورية السلوقية.
انشقّ ديودوتس، حاكم الألف مدينة في باختريا (باللاتينية: Theodotus، mille urbium Bactrianarum praefectus)، وأعلن نفسه ملكًا؛ حذت جميع الشعوب الأخرى في الشرق حذوه وانفصلت عن المقدونيين. (جاستن، XLI، 4)
كان من المخطط لهذه المملكة الجديدة المتحضّرة للغاية والتي تُعدّ واحدة من أغنى ممالك الشرق (opulentissimum illud mille urbium Bactrianum imperium «الإمبراطورية البخترية المزدهرة للغاية ذات الألف مدينة» جاستن،  XLI، 1)، أن تتعاظم قوتها وتنخرط في التوسع الإقليمي إلى الشرق والغرب:
ازدادت قوة الإغريقيين الذين أشعلوا التمرد في باختريا بفضل خصوبة البلاد وأصبحوا سادة، ليس على آريانا فحسب، بل على الهند أيضًا، ووفقًا لما يقوله أبولودوروس من أرتيميتا: خضعت لهم العديد من القبائل أكثر من التي خضعت للإسكندر ... كانت مدنهم باخترا (تسمى أيضًا زارياسبا، يتدفق عبرها نهر يحمل نفس الاسم ويصب في أوكسوس)، ودارابسا، والعديد من المدن الأخرى، من بينها يوكراتيديا التي سُمّيت على اسم حاكمها. (سترابو، XI.XI.I)
في عام 247 قبل الميلاد، استولت الإمبراطورية البطلمية (الحكام الإغريق على مصر بعد وفاة الإسكندر الأكبر) على العاصمة السلوقية، أنطاكية. استغل أندراغوراس، ساتراب فرثيا السلوقي، فراغ السلطة الناتج وأعلن الاستقلال عن السلوقيين، وأعلن نفسه ملكًا. بعد عقد من الزمان، هزمه أرشك ملك فرثيا وقتله، ما أدى إلى صعود الإمبراطورية الفرثية. قطع هذا اتصال باختريا مع العالم الإغريقي. استمرت التجارة البرية بمعدل منخفض، بينما ازدهرت التجارة البحرية بين مصر الإغريقية وباختريا.

خلف ديودوتس ابنُه ديودوتس الثاني، الذي تحالف مع أرشك الفرثي في قتاله ضد سلوقس الثاني:
بعد فترة وجيزة، أُثلج قلب أرشك بموت ديودوتس، وحقّق السلام مع ابنه -اسمه ديودوتس أيضًا- وأبرم تحالفًا معه؛ حارب في وقت لاحق سلوقوس الذي جاء لمعاقبة المتمردين، وانتصر: احتفل الفرثيون بهذا اليوم الذي يمثل بداية حريتهم. (جاستن، XLI، 4)

## الإطاحة بديودوتس الثاني (230 قبل الميلاد)
أطاح يوثيديموس، وهو إغريقي من ماغنيسيا وفقًا لبوليبيوس، وربما ساتراب سوقديانا، بسلالة ديودوتس الأول نحو 230-220 قبل الميلاد وأسّس سلالته الخاصة. امتدت سيطرة يوثيديموس إلى سوقديانا ، لتتجاوز إسكندرية الإيسكيت التي أسسها الإسكندر الأكبر في فرغانة:
سيطروا أيضًا على سوقديانا الواقعة أعلى باختريا نحو الشرق بين نهر أوكسوس، الذي يشكل الحدود بين البختريين والسوقديانيين، ونهر آياغزارتيز. يشكل آياغزارتيز أيضًا الحدود بين السوقديانيين والبدو. (سترابو XI.11.2)

## الغزو السلوقي
شنّ الحاكم السلوقي أنطيوخوس الثالث هجومًا على يوثيديموس نحو 210 قبل الميلاد. مع أن يوثيديموس قاد 10,000 فارس، إلا أنه خسر في البداية معركة على آريوس واضطر إلى التراجع. قاوم بنجاح حصارًا دام ثلاث سنوات في مدينة باخترا المحصَّنة (بلخ الحديثة)، قبل أن يقرر أنطيوخوس أخيرًا التعرف على الحاكم الجديد، وتقديم إحدى بناته لابن يوثيديموس، ديميتريوس، نحو 206 قبل الميلاد. تشير الروايات الكلاسيكية أيضًا إلى أن يوثيديموس تفاوض على السلام مع أنطيوخوس الثالث باقتراحه أنه يستحق الثناء على إسقاط المتمرد الأصلي ديودوتس، وأنه كان يحمي آسيا الوسطى من غزوات البدو بفضل جهوده الدفاعية:
... لأنه إذا لم يستجب لهذا الطلب، لن يكون أي منهما في مأمن: إذ رأى أن جحافل كبيرة من البدو أصبحت على مقربة، وهي تشكل خطرًا على كليهما؛ وأنهم إذا أدخلوهم البلاد، فسيكون ذلك وحشيًا بكل تأكيد. (بوليبيوس، 11.34)

### نقش كولاب
في نقش عُثر عليه في منطقة كولاب في طاجيكستان، شرقي باختريا الإغريقية، يعود تاريخه إلى 200-195 قبل الميلاد، ذكر إغريقيٌّ اسمه هيليودوتوس، يكرّس مذبح نار لهيستيا، أن يوثيديموس أعظم الملوك على الإطلاق، وابنه ديمتريوس الأول هو «ديمتريوس كالينيكوس» «ديمتريوس الفاتح العظيم»:
نقش هيليودوتوس، كولاب
| الترجمة العربية | النقل الحرفي (النص الإغريقي الأصلي) | النقش (اللغة الإغريقية) |
| «كرّس هيليودوتوس هذا المذبح العطر لهيستيا، الإلهة الموقّرة والشهيرة بين الجميع، في بستان زيوس ذي الأشجار الجميلة؛ لقد أراق الشراب وقدّم التضحيات حتى يبقى أعظم الملوك يوثيديموس، وابنه العظيم المنتصر الرائع ديمتريوس، بمنأى عن جميع الآلام، بمساعدة تيكه في الأقدار الإلهية». - نقش كولاب، 200-195 قبل الميلاد | τόνδε σοι βωμὸν θυώδη, πρέσβα κυδίστη θεῶν Ἑστία, Διὸς κ(α)τ᾽ ἄλσος καλλίδενδρον ἔκτισεν καὶ κλυταῖς ἤσκησε λοιβαῖς ἐμπύροις Ἡλιόδοτος ὄφρα τὸμ πάντων μέγιστον Εὐθύδημον βασιλέων τοῦ τε παῖδα καλλίνικον ἐκπρεπῆ Δημήτριον πρευμενὴς σώιζηις ἐκηδεῖ(ς) σὺν τύχαι θεόφρον[ι] |                         |

## التوسع الجغرافي
بعد رحيل الجيش السلوقي، يبدو أن المملكة البخترية توسّعت. في الغرب، يُحتمل أنها ضمّت مناطق من شمال شرق إيران، ربما حتى فرثيا، التي هُزم حاكمها على يد أنطيوخوس الأعظم. ربما تكون هذه الأقاليم متطابقة مع الساترابيتين البختريتين طبرستان وخراسان الكبرى.

### العلاقات مع إمبراطورية هان
إلى الشمال، حكم يوثيديموس أيضًا سوقديانا وفرغانة، وهناك دلائل تشير إلى أنه ربما قاد البختريون الإغريق حملات استكشافية من إسكندرية الإيسكيت حتى كاشغر وأورومتشي في سنجان، ما أدى إلى نشوء أول اتصال معروف بين الصين والغرب نحو 220 قبل الميلاد. كتب المؤرخ الإغريقي سترابو أيضًا: «وسّعوا إمبراطوريتهم حتى شعب سيريكا وشعب فريني». (سترابو، XI.XI.I).
عُثر على العديد من التماثيل الصغيرة والرسوم للجنود الإغريق شمال تيان شان، على مقربة من الصين، وهي معروضة اليوم في متحف سنجان في أورومتشي (بوردمان). تجسّدت بعض التأثيرات الشرق أوسطية أو الإغريقية في الفن الصيني (هيرث، روستوفتسيف). تُظهِر بعض المرايا البرونزية لأسرة هان، بتصميماتها ذات الزهور النجمية والخطوط الهندسية وتطعيمات الزجاج، التأثيرات المصرية والفارسية و/ أو الهلنستية.
يعتقد البعض أن التأثير الإغريقي حاضر في الأعمال الفنية لموقع دفن إمبراطور الصين الأول تشين شي هوانغ، والتي يعود تاريخها إلى القرن الثالث قبل الميلاد، ومن ضمنها بناء جيش الطين الشهير. اقترحت هذه الفكرة أن الفنانين الإغريق ربما جاؤوا إلى الصين في ذلك الوقت لتدريب الحرفيين المحليين على صنع التماثيل. ومع ذلك، تبقى هذه الفكرة موضع خلاف.